# Fejérdi fogadók
Fejérdi fogadók (románul Pădureni, 1924-ig Făgădaiele Feiurdului) falu Romániában, Kolozs megyében.

## Nevének eredete
Hivatalos névadással keletkezett mai román nevét a körülötte fekvő erdőkről kapta (pădure 'erdő').

## Története
A mai település helyén álló fogadóról először 1758-ban emlékeztek meg és 1770-ben Teleki László tulajdonában állt. 1817-ben már több fogadó is működött itt. 1956 előtt vált ki Fejérdből.

## Lakossága
- 1910-ben 296 lakosából 295 volt román anyanyelvű és 292 görögkatolikus vallású.
- 2002-ben 88 lakosából 87 volt román és 1 magyar nemzetiségű; 84 ortodox, 2 pünkösista és 1 református vallású.